# Platzers

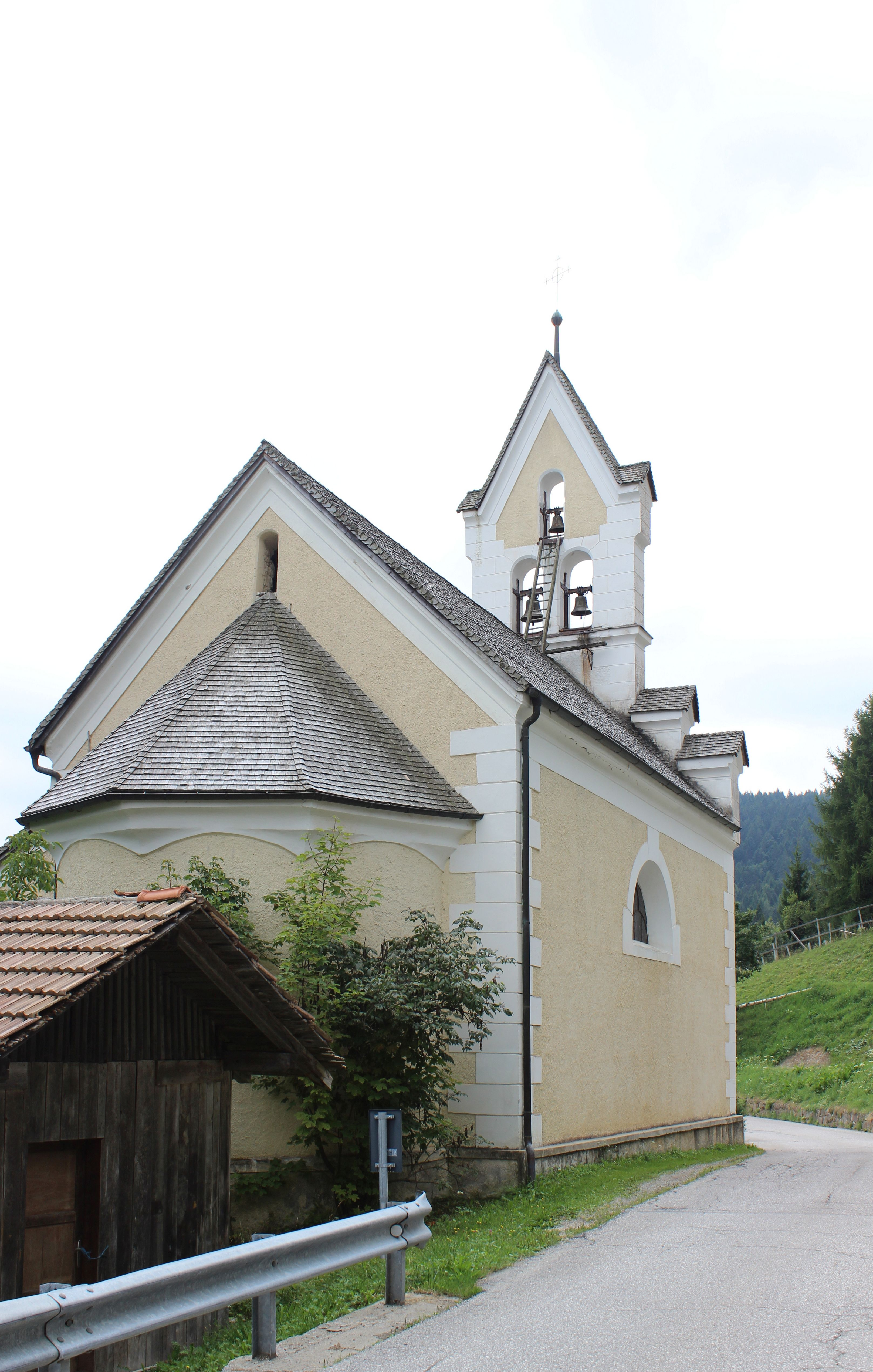
St. Sebastian in Platzers

Platzers (italienisch Plazoles) ist eine Fraktion der Gemeinde Tisens in Südtirol (Italien).
Die kleine Siedlung liegt in 1280 m s.l.m. westlich oberhalb des Hochplateaus des Tisner Mittelgebirges über dem Etschtal zwischen Bozen und Meran und bildet den höchstgelegenen besiedelten Teil der gesamten Gemeinde. Sie wird westlich vom Außerberg (1678 m) und vom Innerberg (1748 m) überragt, östlich vom Tisner Gall (1631 m).
Den Mittelpunkt des Ortes bildet die Kuratiekirche zum hl. Sebastian, ein neuromanischer Bau mit Fassadenglockenmauer, Rundapsis, Tonnenwölbung, Rad- und Lünettenfenstern, der 1889/90 nach einem Entwurf von Anton Geppert errichtet wurde.
Platzers ist ersturkundlich 1212 bezeugt, als eine Grundeigentümerin namens Heilika aus Eppan gegenüber dem Trienter Bischof Friedrich von Wangen auf ihre Rechte an Hofstellen „de Placers de Teseno“ verzichtete, und erscheint im Jahr 1323 unter der urkundlichen Nennung „auf Placzers“. Zu den älteren Hofstellen zählen Baumgart, Lahngut (Hauser), Hofer, Egger, Marzein (Widum), Brünst und Moser.